# 14 Intelligence Company
Il 14 Intelligence Company, ufficialmente Special Reconnaissance Unit, (conosciuto anche col soprannome di DET o 14 INT) è stata un'unità per operazioni speciali e intelligence appartenente agli Intelligence Corps dell'esercito britannico, operante in Irlanda del Nord dal 1972 in poi.
Nel 1987 entrò a far parte del United Kingdom Special Forces.
Nel 2005 è stata incorporata nel Special Reconnaissance Regiment.

## Struttura
| Controllo di autorità | VIAF (EN) 149111160 · LCCN (EN) n99263180 · J9U (EN, HE) 987007434053105171 |